# Drongo brillant
Dicrurus adsimilis
Espèce
Statut de conservation UICN

 LC  : Préoccupation mineure
Le Drongo brillant (Dicrurus adsimilis) est une espèce de passereau de la famille des Dicruridae.

## Description
Il mesure environ 25 à 26 cm de longueur pour une masse de 34 à 48 g. Le mâle est surtout d'un noir brillant, bien que les ailes soient plus ternes. Il a une grosse tête et une queue fourchue. Le bec est noir et gros et l'œil rouge. Il a les pattes courtes et se tient très droit tandis qu'il est perché bien en vue, comme une pie-grièche. La femelle ressemble au mâle mais son plumage est moins brillant.
L'appel est un métallique Strink-Strink.

## Alimentation
Il est insectivore. Il se nourrit en vol et sur le sol et apprécie les feux de brousse pour trouver sa nourriture.Il est capable d'imiter le cri d'alerte  des  suricates sentinelles (Suricata suricatta) pour voler la nourriture qu'ils trouvent. Il parasite aussi le Cratérope bicolore (Turdoides bicolor).

## Reproduction
La femelle pond deux à quatre œufs dans un nid en coupe dans une fourchette haute d'un arbre.

## Comportement
Il est agressif et n'a pas peur des autres oiseaux malgré sa petite taille et attaque des espèces beaucoup plus grandes comme les oiseaux de proie si son nid ou ses jeunes sont menacés.
C'est un oiseau intelligent qui peut imiter le bruit de certains animaux.
Par exemple, en période d'hiver, il peut imiter le cri d'alerte des suricates. Pour avoir la confiance des suricates, le drongo va la première fois prévenir d'un réel danger. Ensuite, ayant la confiance des suricates, il va s'en servir pour imiter une seconde fois leur bruit et ainsi les faire fuir alors qu'il n'y a pas de danger. Il prendra les insectes dans les trous fait par les suricates. Le drongo ne sait pas creuser de trous où les insectes se cachent.

## Répartition
Cet oiseau est répandu en Afrique subsaharienne.

## Habitat
Cet oiseau peuple les forêts ouvertes et la brousse.

## Sous-espèces
Selon la classification de référence du Congrès ornithologique international (15.1, 2025) il se répartit en six sous-espèces :
- D. a. apivorus Clancey, 1976 — du sud-est du Gabon au nord de l'Afrique du Sud plus grand avec le dessous des ailes gris pâle ;
- D. a. jubaensis Van Someren, 1931 — sud de l'Éthiopie et de la Somalie ;
- D. a. fugax Peters, W, 1868 — du Kenya au nord-est de l'Afrique du Sud petit avec queue profondément échancrée (23 à 27 mm) ;
- D. a. adsimilis (Bechstein, 1794 — ouest de l'Eswatini et est de l'Afrique du Sud ;
- D. a. divaricatus (Lichtenstein, 1823) — du Sénégal et sud-ouest de la Mauritanie au sud-ouest du Tchad plus petit avec la queue peu échancrée (moins de 20 mm) ;
- D. a. lugubris (Hemprich & Ehrenberg, 1828) — du sud du Tchad au nord du Kenya et Somaliland.

## Galerie

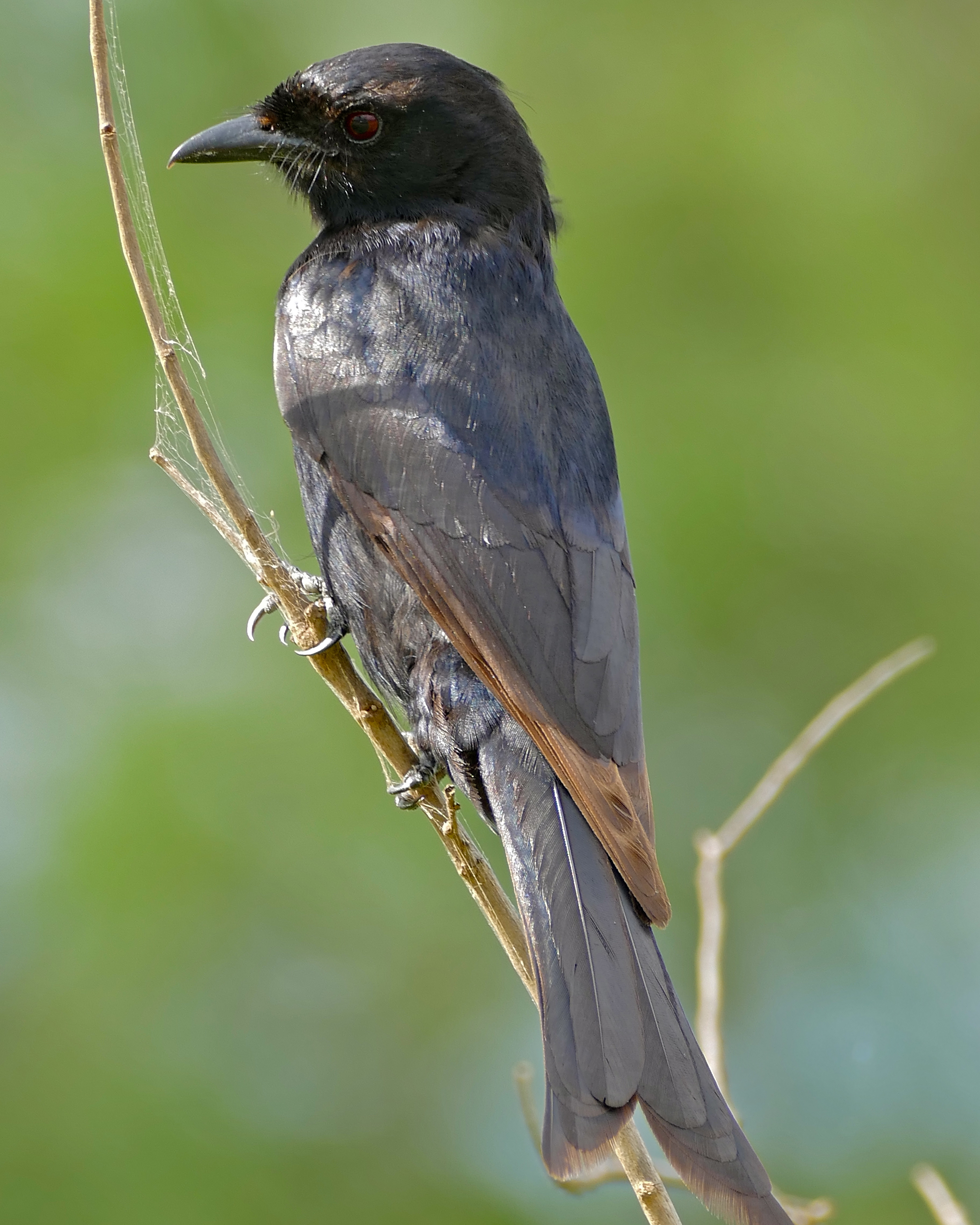
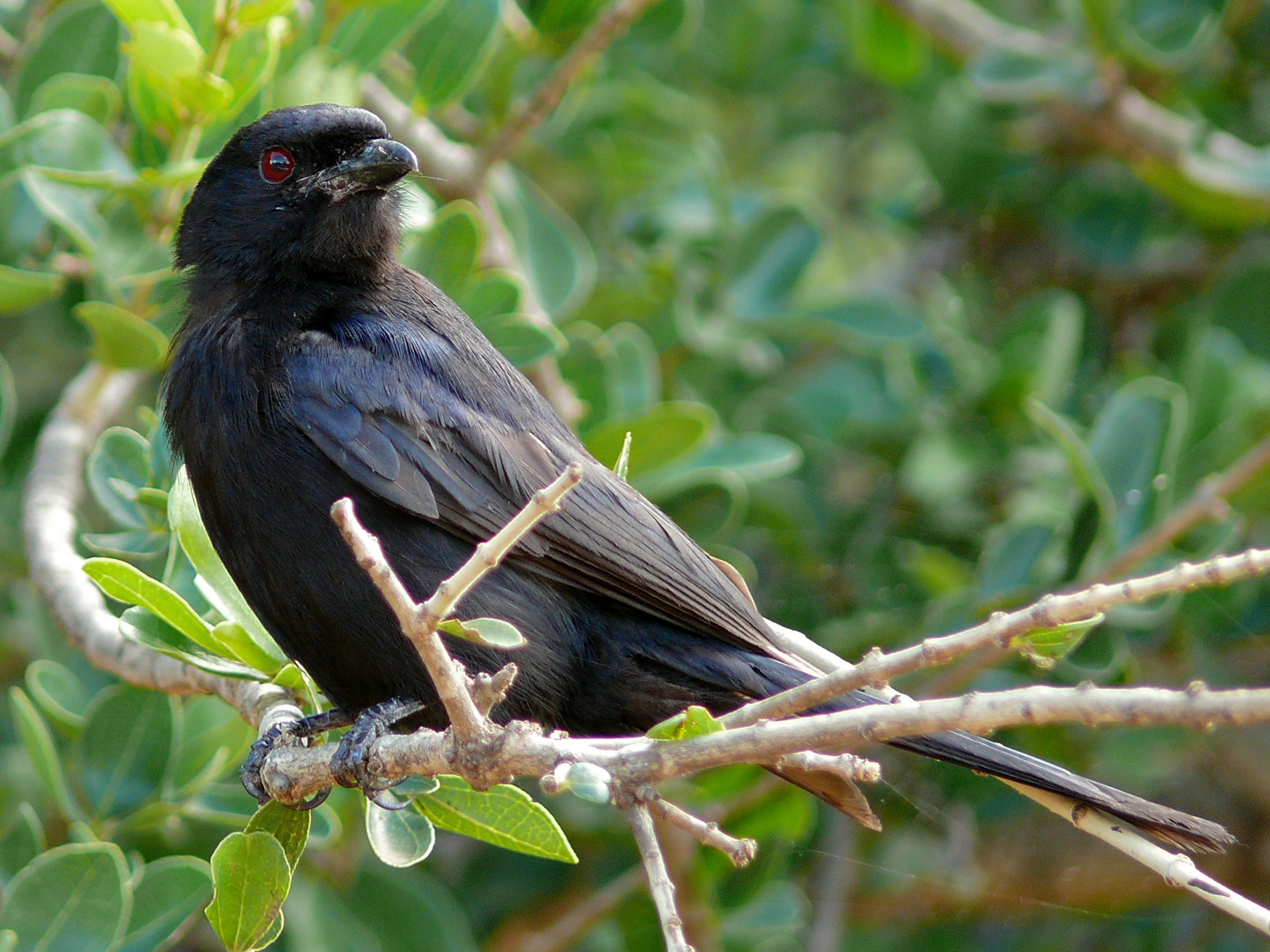
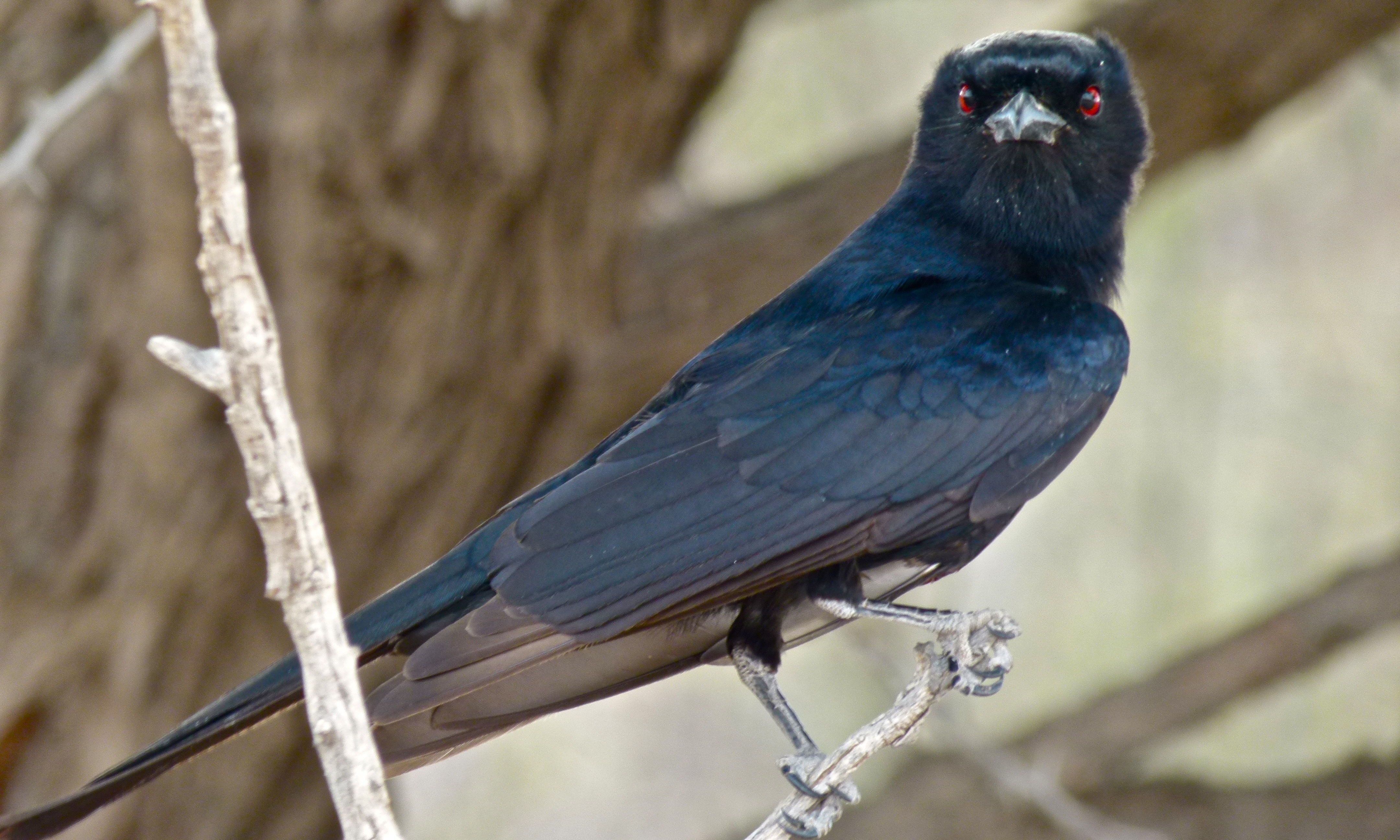
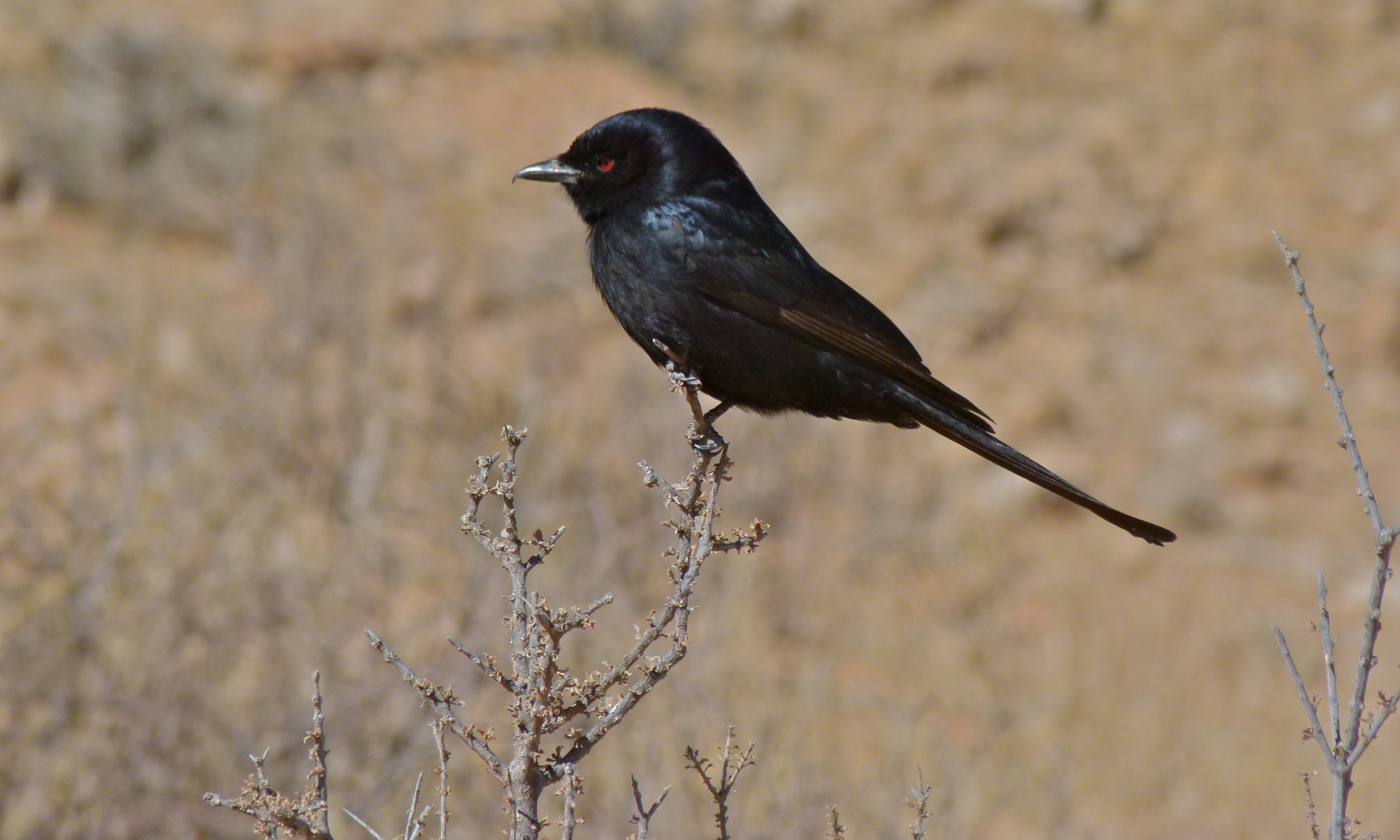
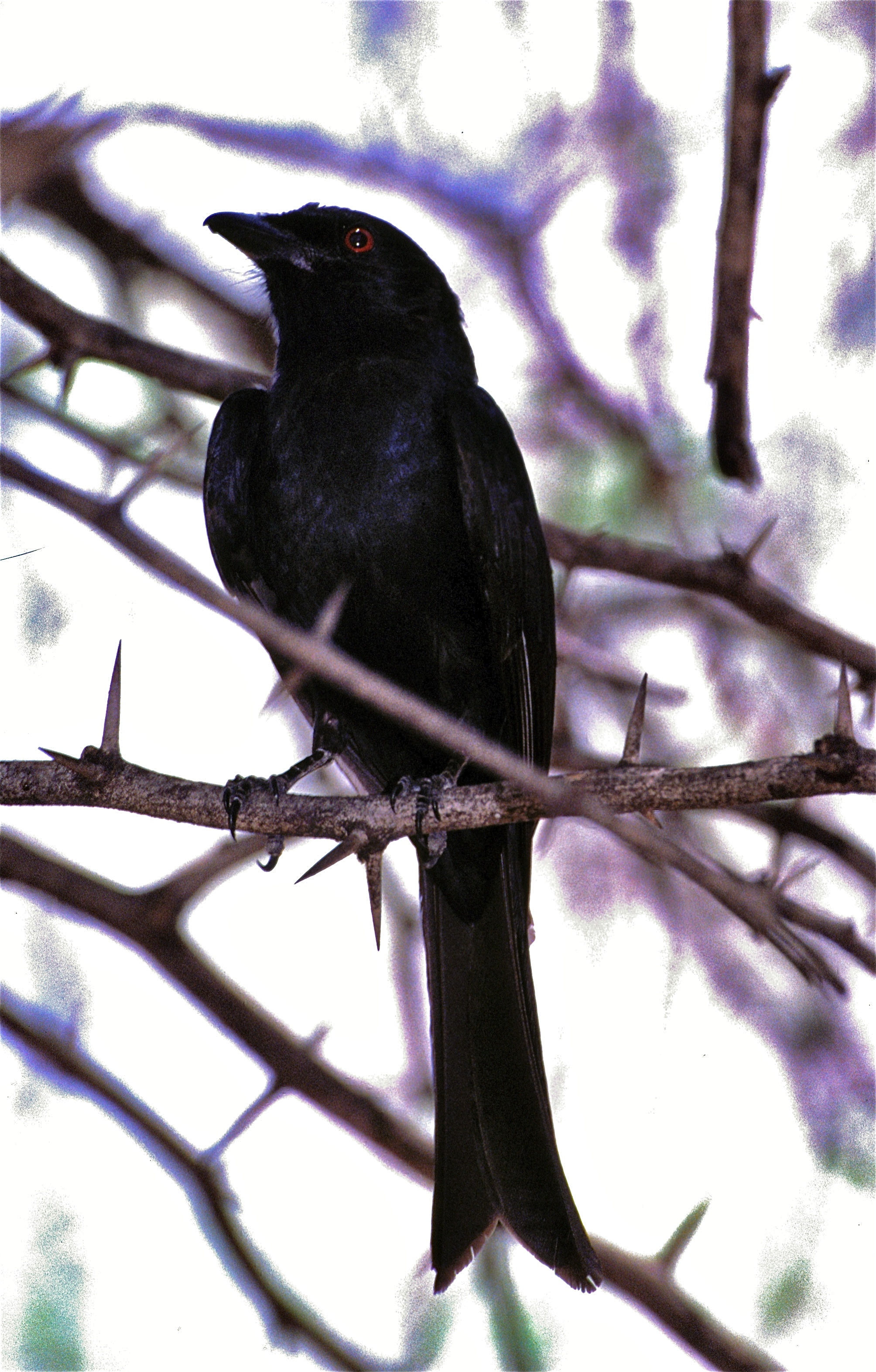